# Факторіальне кільце
Факторіа́льне кільце́ — область цілісності {\displaystyle R}, в якій кожен необоротний елемент {\displaystyle a} представляється у вигляді добутку незвідних елементів {\displaystyle a=p_{1}\cdot \dots \cdot p_{n}\ (n\geq 1)}, причому даний розклад єдиний в тому сенсі, що якщо {\displaystyle p_{1}\cdot \dots \cdot p_{n}\ =q_{1}\cdot \dots \cdot q_{m},} то {\displaystyle m=n,} і після перенумерації маємо {\displaystyle p_{i}=u_{i}q_{i}} для всіх {\displaystyle i}, де {\displaystyle u_{i}} — оборотний елемент кільця {\displaystyle R} (такі елементи називаються асоційованими).
Самі елементи {\displaystyle p_{i}} можуть бути теж асоційованими і навіть рівними.

## Приклади
- Будь-яке кільце головних ідеалів, зокрема Евклідове кільце, є факторіальним кільцем. Зокрема, таким прикладом є кільце цілих чисел.
- Довільне поле є, очевидно, факторіальним кільцем, оскільки в ньому немає необоротних елементів.
- Формальні степеневі ряди {\displaystyle K[[X_{1},\dots ,X_{n}]]} над полем {\displaystyle K} утворюють факторіальне кільце.
- Кільце {\displaystyle \mathbb {Z} [{\sqrt {-5}}]} всіх комплексних чисел виду {\displaystyle a+ib{\sqrt {5}}}, де a і b — цілі числа, не є факторіальним. Наприклад {\displaystyle 6=2\cdot 3=\left(1+i{\sqrt {5}}\right)\left(1-i{\sqrt {5}}\right)}. Числа 2, 3, {\displaystyle 1+i{\sqrt {5}}}, і {\displaystyle 1-i{\sqrt {5}}} не є асоційовані і є незвідними.
- Згідно теореми Аусландера — Бухсбаума, кожне регулярне локальне кільце є факторіальним.

## Властивості
- Довільний незвідний елемент факторіального кільця є простим.

Нехай {\displaystyle p} — незвідний елемент факторіального кільця {\displaystyle D}. Тоді {\displaystyle p} є необоротним. Якщо {\displaystyle ab\in (p)\smallsetminus \{0\}}, тоді {\displaystyle ab=cp,} де {\displaystyle c\in D}. Елементи {\displaystyle a,\,b,\,c} можна записати як добутки незвідних елементів:
{\displaystyle \displaystyle a\;=\;p_{1}\cdots p_{l},\quad b\;=\;q_{1}\cdots q_{m},\quad c\;=\;r_{1}\cdots r_{n}.}
Тоді {\displaystyle \displaystyle p_{1}\cdots p_{l}\,q_{1}\cdots q_{m}\;=\;r_{1}\cdots r_{n}\,p.}
Оскільки {\displaystyle D} є факторіальним кільцем то кожен елемент у добутку справа є рівним добутку одного із {\displaystyle l+m} незвідних елементів з лівої сторони, тобто {\displaystyle p_{i}} або {\displaystyle q_{j}} і оборотного елемента. Відповідно або {\displaystyle a\in (p)} або {\displaystyle b\in (p)}. Тобто {\displaystyle (p)} є простим ідеалом {\displaystyle D} і {\displaystyle p} є простим елементом.
- Якщо R є факторіальним кільцем, то і кільце многочленів R[x] є факторіальним. Звідси випливає, що і кільце R[x1...xn] є факторіальним.
- Кільце R є факторіальним тоді і тільки тоді коли довільний його простий ідеал містить простий елемент.
- Якщо у області цілісності {\displaystyle D} існує множина простих елементів {\displaystyle a_{i},\ i\in E,} таких, що кожен елемент із {\displaystyle D} є добутком деяких елементів {\displaystyle a_{i}} і оборотного елемента, то {\displaystyle D} є факторіальним кільцем.

Оскільки {\displaystyle D} є областю цілісності, то всі {\displaystyle a_{i}} є незвідними елементами і кожен незвідний елемент із {\displaystyle D} є добутком якогось одного елемента {\displaystyle a_{i}} і оборотного елемента. З умови кожен елемент {\displaystyle D} є добутком незвідних елементів. Якщо {\displaystyle p_{1}\ldots p_{n}=q_{1}\ldots q_{m},} то кожен з {\displaystyle p_{j}} є добутком якогось із {\displaystyle a_{i}} і оборотного елемента. Оскільки {\displaystyle a_{i}} є простим елементом, що ділить добуток, то {\displaystyle a_{i}} ділить якийсь із {\displaystyle q_{k}.} Але {\displaystyle q_{k}=a_{m}u,} де {\displaystyle u} — оборотний елемент. Тому {\displaystyle a_{i}} ділить {\displaystyle a_{m}.} Також {\displaystyle a_{m}u=q_{k}=a_{i}c,} і тому також {\displaystyle a_{m}} ділить {\displaystyle a_{i}} ({\displaystyle a_{m}} є простим і має ділити {\displaystyle a_{i}} або {\displaystyle c}, в останньому випадку {\displaystyle a_{i}} був би оборотним, що неможливо). Тому {\displaystyle a_{i}} і {\displaystyle a_{m}}, а тому {\displaystyle p_{j}} і {\displaystyle q_{k}} відрізняються лише добутком на оборотний елемент. Скорочуючи і продовжуючи процес отримуємо, що {\displaystyle D} є факторіальним кільцем.
- Локалізація факторіального кільця по довільній мультиплікативній системі є факторіальним кільцем.

Нехай {\displaystyle a\in D} — незвідний елемент факторіального кільця. Якщо {\displaystyle aD\cap S=\emptyset ,} то {\displaystyle aS^{-1}D} є простим ідеалом у {\displaystyle S^{-1}D,} а тому {\displaystyle a/1\in S^{-1}D} є простим елементом. Із попереднього достатньо довести, що кожен ненульовий елемент {\displaystyle S^{-1}D,} є добутком таких елементів і оборотного елемента.
Спершу зауважимо, що якщо {\displaystyle aD\cap S\neq \emptyset ,} то {\displaystyle a/1\in S^{-1}D} є оборотним елементом. Якщо {\displaystyle ad=t\in S,} то оберненим елементом буде {\displaystyle d/t.}
Нехай {\displaystyle b/s\in S^{-1}D.} Якщо {\displaystyle b=a_{1}\ldots a_{n}} є розкладом b у добуток незвідних елементів, то {\displaystyle b/1=a_{1}/1\ldots a_{n}/1} є розкладом b/1 у добуток незвідних і оборотних елементів.
Тоді {\displaystyle b/s=a_{1}/1\ldots a_{n}/1\cdot 1/s} дає необхідний результат оскільки 1/s є оборотним елементом.
- Теорема Нагати. Нехай {\displaystyle D} є областю цілісності, {\displaystyle a_{i},\ i\in E} — деяка множина простих елементів і S — мультиплікативна множина елементами якої є скінченні добутки скінченних кількостей елементів {\displaystyle a_{i}}(добуток пустої множини вважається рівним 1). Нехай {\displaystyle a_{i}} задовольняють умову: для кожного елемента {\displaystyle b\in D} існують {\displaystyle s\in S,b'\in D} для яких b = sb'  і b'  не належить жодному із головних ідеалів {\displaystyle (a_{i}).} Тоді якщо локалізація {\displaystyle S^{-1}D} то і {\displaystyle D} є факторіальним кільцем. Вказана умова, зокрема, виконується для всіх нетерових кілець або кілець всі ненульові елементи яких є добутками незвідних елементів.

## Некомутативний випадок
Хоч термін «Факторіальне кільце» використовується переважно для комутативних кілець, подане вище означення можна узагальнити для некомутативного випадку. 
Нехай R — деяке кільце, що не має дільників нуля. Дане кільце називається факторіальним, якщо довільний необоротний елемент a представляється у вигляді добутку незвідних елементів a=p1·...·pn (n≥1) причому даний розклад єдиний в тому сенсі, що якщо p1·...·pn=q1·...·qm, то m=n і після перенумерації маємо, що фактор-кільця {\displaystyle R/p_{i}R} і {\displaystyle R/q_{i}R} є ізоморфними.

### Приклад
Множина кватерніонів a = a0 + a1i + a2j + a3k, де a0, a1, a2, a3 — цілі числа або непарні цілі числа поділені на 2 є некомутативним факторіальним кільцем.